# Return to Forever (альбом Scorpions)
Return to Forever (с англ. — «Возвращение в вечность»)— восемнадцатый студийный альбом немецкой хард-рок-группы Scorpions, выпущенный 20 февраля 2015 года. Альбом приурочен к 50-летию творческой деятельности группы.

## Об альбоме

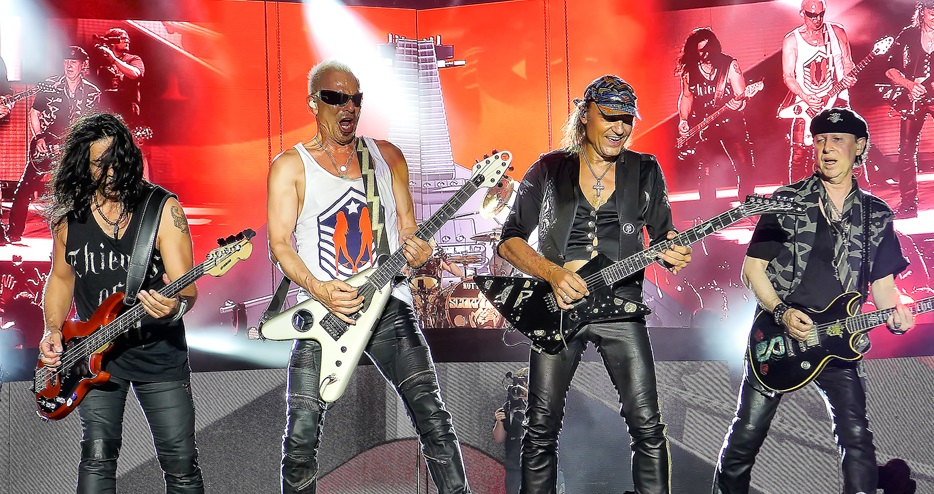
RockFest Barcelona, 2015 год

В июле 2012 года Маттиас Ябс сообщил журналу Billboard, что в 2013 году Scorpions планируют выпуск ранее не изданных композиций.
В аранжировках и записи материала для альбома были использованы демо и наработки, оставшиеся после записи альбомов Blackout, Love at First Sting, Savage Amusement, Crazy World, Acoustica, Humanity: Hour I. Также в альбоме есть и новые композиции.

## Список композиций
| №                   | Название                   | Текст песни                | Музыка                                  | Длительность |
| ------------------- | -------------------------- | -------------------------- | --------------------------------------- | ------------ |
| 1.                  | «Going Out with a Bang»    | Клаус Майне, Мартин Хансен | Микаэль "Nord" Андерссон, Мартин Хансен | 3:47         |
| 2.                  | «We Built This House»      | Майне, Хансен              | Андерссон, Хансен                       | 3:53         |
| 3.                  | «Rock My Car»              | Майне                      | Рудольф Шенкер                          | 3:20         |
| 4.                  | «House of Cards»           | Майне                      | Шенкер                                  | 5:05         |
| 5.                  | «All for One»              | Майне, Андерссон, Хансен   | Майне, Андерссон, Хансен                | 2:58         |
| 6.                  | «Rock 'n' Roll Band»       | Майне                      | Майне                                   | 3:54         |
| 7.                  | «Catch Your Luck and Play» | Майне, Андерссон, Хансен   | Шенкер                                  | 3:33         |
| 8.                  | «Rollin' Home»             | Майне, Хансен              | Андерссон, Хансен                       | 4:03         |
| 9.                  | «Hard Rockin' the Place»   | Майне                      | Шенкер                                  | 4:06         |
| 10.                 | «Eye of the Storm»         | Майне                      | Майне, Андерссон, Хансен                | 4:27         |
| 11.                 | «The Scratch»              | Андерссон                  | Андерссон, Хансен                       | 3:41         |
| 12.                 | «Gypsy Life»               | Майне                      | Шенкер                                  | 4:51         |
| Общая длительность: | Общая длительность:        | Общая длительность:        | Общая длительность:                     | 47:38        |

| №                   | Название                     | Текст песни         | Музыка                 | Длительность |
| ------------------- | ---------------------------- | ------------------- | ---------------------- | ------------ |
| 13.                 | «The World We Used to Know»  | Майне               | Майне                  | 3:51         |
| 14.                 | «Dancing with the Moonlight» | Майне               | Маттиас Ябс            | 3:42         |
| 15.                 | «When the Truth Is a Lie»    | Ябс                 | Ябс, Андерссон, Хансен | 4:27         |
| 16.                 | «Who We Are»                 | Майне               | Майне                  | 2:33         |
| Общая длительность: | Общая длительность:          | Общая длительность: | Общая длительность:    | 62:11        |

| №                   | Название                                          | Текст песни         | Музыка                 | Длительность |
| ------------------- | ------------------------------------------------- | ------------------- | ---------------------- | ------------ |
| 13.                 | «The World We Used to Know»                       | Майне               | Майне                  | 3:51         |
| 14.                 | «Dancing with the Moonlight»                      | Майне               | Ябс                    | 3:42         |
| 15.                 | «When the Truth Is a Lie»                         | Ябс                 | Ябс, Андерссон, Хансен | 4:27         |
| 16.                 | «Who We Are»                                      | Майне               | Майне                  | 2:33         |
| 17.                 | «Delirious»                                       | Майне               | Шенкер                 | 2:58         |
| 18.                 | «We Built This House» (Lyrics Video)              |                     |                        | 3:55         |
| 19.                 | «Return to Forever - Track-by-Track Interview»    |                     |                        | 22:47        |
| 20.                 | «Return to Forever - Generic Interview (English)» |                     |                        | 31:36        |
| Общая длительность: | Общая длительность:                               | Общая длительность: | Общая длительность:    | 62:11        |

| №   | Название                     | Текст песни               | Музыка                    | Длительность |
| --- | ---------------------------- | ------------------------- | ------------------------- | ------------ |
| 13. | «The World We Used to Know»  | Майне                     | Майне                     | 3:51         |
| 14. | «Dancing with the Moonlight» | Майне                     | Ябс                       | 3:42         |
| 15. | «When the Truth Is a Lie»    | Ябс                       | Ябс, Андерссон, Хансен    | 4:27         |
| 16. | «Who We Are»                 | Майне                     | Майне                     | 2:33         |
| 17. | «One And One Is Three»       | Шенкер, Андерссон, Хансен | Шенкер, Андерссон, Хансен | 4:22         |
| 18. | «Crazy Ride»                 | Майне                     | Шенкер                    | 4:21         |

| №   | Название                     | Текст песни               | Музыка                    | Длительность |
| --- | ---------------------------- | ------------------------- | ------------------------- | ------------ |
| 13. | «The World We Used to Know»  | Майне                     | Майне                     | 3:51         |
| 14. | «Dancing with the Moonlight» | Майне                     | Маттиас Ябс               | 3:42         |
| 15. | «When the Truth Is a Lie»    | Ябс                       | Ябс, Андерссон, Хансен    | 4:27         |
| 16. | «Who We Are»                 | Майне                     | Майне                     | 2:33         |
| 17. | «Crazy Ride»                 | Майне                     | Шенкер                    | 4:21         |
| 18. | «One And One Is Three»       | Шенкер, Андерссон, Хансен | Шенкер, Андерссон, Хансен | 4:22         |
| 19. | «Delirious»                  | Майне                     | Шенкер                    | 2:58         |

## Участники
Scorpions
- Клаус Майне — ведущий вокал
- Маттиас Ябс — соло-гитара, бэк-вокал
- Рудольф Шенкер — ритм-гитара, бэк-вокал
- Павел Мончивода — бас-гитара, бэк-вокал
- Джеймс Коттак — ударные, бэк-вокал

Производство
- Микаэль Норд Андерссон — producers, engineers, mixing
- Мартин Хансен — producers, engineers, mixing
- Тим Экхорст — cover artwork